# Дельфин де Виган
Дельфин де Виган (фр. Delphine de Vigan, род. 1 марта 1966 года в Булонь-Бийанкур, Франция) — французская писательница, лауреат премии Ренодо (2015) за роман «Основано на реальных событиях».

## Жизнь и карьера
Де Виган писала свои первые четыре романа по ночам, в то время как днём она работала в фирме по изучению общественного мнения в Альфорвиле. Её первая опубликованная работа «Jours sans faim» (2001) вышла под псевдонимом Lou Delvig, все последующие романы она публиковала под своим настоящим именем.
Прорывом стала её работа «No et moi» (2007), которая выиграла премию Rotary International в 2009 году, а также престижную французскую награду Prix des libraires. Роман был переведён на 20 языков, а в 2010 году вышла кино-адаптация книги, режиссёра Забу Брайтман. После успеха этого романа, де Виган стала профессиональной писательницей и полностью посвятила себя написанию книг.
В 2011 году её роман «Rien ne s’oppose à la nuit» («Ничто не удерживает ночь»), который рассказывает о семье, в которой у женщины биполярное расстройство, завоевал ещё целый ряд французских литературных премий, включая prix du roman Fnac (2011), prix Roman France Télévisions (2011), Grand prix des lectrices de Elle (2012) и Премия Ренодо (2011).
Роман «Основано на реальных событиях» был экранизирован. Режиссёром одноимённого фильма выступил Роман Полански, главные роли исполнили Ева Грин и Эммануэль Сенье. Премьера картины состоялась на юбилейном 70-м Каннском международном кинофестивале вне конкурса.

## Личная жизнь
Партнёра писательницы зовут François Busnel, она воспитывает двух детей.

### Романы
- «Дни без голода» — Jours sans faim, Éditions Grasset, 2001 (под псевдонимом Lou Delvig)
- «Красавцы» — Les Jolis Garçons, JC Lattès, 2005
- «Вечер декабря» — Un soir de décembre, Jean-Claude Lattès, 2005
- «Но и я» — No et moi, Jean-Claude Lattès, 2007 (No and me, Bloomsbury 2010)
- Sous le manteau, Flammarion, 2008 (соавтор)
- «Подземное время» — Les Heures souterraines, Jean-Claude Lattès, 2009 (Underground Time, Bloomsbury 2011)
- «Отрицание ночи» — Rien ne s’oppose à la nuit, Jean-Claude Lattès, 2011 (Nothing Holds Back the Night, Bloomsbury 2014)
- «Основано на реальных событиях» — D’après une histoire vraie, Jean-Claude Lattes, 2015

### Пьесы
- You Will Be My Son (2011) (with Gilles Legrand)

## Премии и награды
- За роман «Но и я»:

Prix des libraires (2008)
Prix du Rotary International (2009)
- За роман «Подземное время»:

Prix des lecteurs de Corse (2010)
Prix du roman d'entreprise (2009)
- За роман «Отрицание ночи»:

- Prix du roman Fnac (2011)
- Prix Roman France Télévisions (2011)
- Премия Ренодо лицеистов (2011)
- Prix des lectrices de Elle
- За роман «Основано на реальных событиях»:

- Премия Ренодо (2015)
- Гонкуровская премия лицеистов (2015)

## Киноадаптации
- «Но и я» (2010) — реж. Забу Брайтман
- «Основано на реальных событиях» (2017) — реж. Роман Полански

## Награды
- Офицер Ордена Искусств и литературы (2016)[10]